# 山本晶子 (打楽器奏者)
山本 晶子（やまもと あきこ）は、日本のマリンバ奏者、打楽器奏者。

## 略歴
- 1998年：国立音楽大学音楽学部器楽学科打楽器専攻卒業。卒業時に武岡賞受賞。NTTdocomoより奨学金授賞。
- 2000年：国立音楽大学大学院器楽専攻修了。修了時に国立音楽大学研究奨学金授与。
- 2002年：第19回日本管打楽器コンクール打楽器部門第1位受賞。
- 2004年：文化庁在外派遣研修生としてドイツ国立フライブルク音楽大学に１年間留学。
- 2006年：アルバム「Thirteen Drums」リリース。
- 2011年：平成23年静岡県島田市芸術文化奨励賞授賞。
- ソリストとして、これまでに東京交響楽団、N響団友オーケストラ、ニューフィルハーモニーオーケストラ千葉などと協演。
- パーカッショングループ「フラワービート」を主宰。小学校・中学校・高等学校、幼稚園、等での芸術鑑賞会、音楽鑑賞会での演奏・アウトリーチ活動を展開[1]。
- 現在　洗足学園音楽大学講師。常葉大学短期大学部音楽科講師。常葉大学教育学部講師。
- 教育カスタネット奏者として、音楽的奏法・超絶技巧の研究、小学校の教諭向けの講習会を行っている。

## メディア出演

### テレビ
- NHK静岡「たっぷり静岡」に出演。生演奏とインタビュー。（2012年1月10日）
- BSフジ「パフォーマンスGO!GO!」に出演。マリンバを駆け回るパフォーマンスを披露。（2014年2月1日）
- TOKYO MX「飛び出せ！MY MO SEOUL」ボディパーカッション講師として出演。（2014年3月17日）
- NHK「あさイチ」に出演。まな板を楽器にするという生演奏を披露。（2017年2月22日）
- NHK「天才てれびくんhello,」に出演。てれび戦士にボディパーカッションを指導。（2020年6月1日・6月8日）